# 김혜성 (1987년)
김혜성(한국 한자: 金惠成, 1987년 10월 29일 ~ )은 대한민국의 전 축구 선수이며, 포지션은 수비수였다.